# The Lateness of the Hour
The Lateness of the Hour este episodul 44 al serialului american de televiziune Zona Crepusculară. Difuzat inițial pe 2 decembrie 1960 pe CBS, a fost unul dintre cele șase episoade ale celui de-al doilea sezon care a fost filmat pe casetă video într-un experiment de scurtă durată menit să reducă costurile de producție.

## Rezumat
Jana, fiica sensibilă a geniului dr. William Loren, este tulburată de faptul că părinții săi devin dependenți de cei cinci servitori aparent perfecți ai tatălui ei. După ce Jana o împinge pe scări pe una dintre servitoare, aceasta se ridică fără probleme, moment în care ni se dezvăluie că este un robot construit și programat de doctorul Loren. Jana se simte captivă și dorește să iasă din casă; tatăl său, în încercarea de a-și proteja fiica de lumea exterioară, ține ferestrele constant închise.
Aceasta îl imploră să demonteze toți roboții înainte ca cei doi să devină complet dependenți de ei. Dr. Loren consideră că acest lucru i-ar distruge întreaga muncă, roboții fiind considerați de doctor drept o formă de viață. În cele din urmă, acesta cedează și le ordonă servitorilor săi să-l aștepte în atelierul de la subsol, unde urmează să fie dezasamblați. Roboții protestează, întrebându-l dacă serviciile prestate au fost de calitate inferioară, însă dr. Loren le ordonă din nou să coboare în atelier.
Odată ce roboții dispar din viața lor, Jana este încântată și așteaptă cu nerăbdare să înceapă o nouă viață plină de călătorii, relații, dragoste și copii. Părinții săi reacționează în mod neobișnuit la aceste vești pozitive; reacția acestora și faptul că albumul foto al familiei nu conține poze din copilăria sa îi dezvăluie Janei că este un robot. Asemenea celorlalți servitori, toate amintirile sale au fost create de doctorul Loren.
Doctorul Loren încearcă să-i explice că ei nu aveau copii și doreau să iubească pe cineva. Jana este convinsă că a fost construită nu pentru a fi iubită, ci pentru a fi un simplu element de recuzită. Aceasta exclamă „Sunt o mașinărie!” și începe să-și lovească în mod repetat brațul de o balustradă, în timp ce strigă „Nu simt durere!”. Aceasta conștientizează că, robot fiind, nu poate ști ce este dragostea. Descoperirea îi provoacă Janei o angoasă atât de puternică încât „tatăl” ei recunoaște că nu este posibil ca aceasta să-și continue viața. Mai târziu, în timp ce cuplul se relaxează în camera de zi, ni se dezvăluie că doctorul i-a șters identitatea și memoria Janei. De asemenea, aceasta a preluat atribuțiile servitoarei Nelda și îi masează umerii doamnei Loren în fiecare zi.

## Distribuție
- Inger Stevens⁠(d) - Jana
- John Hoyt⁠(d) - Dr. Loren
- Irene Tedrow⁠(d) - Doamna Loren
- Tom Palmer - Robert
- Mary Gregory - Nelda
- Valley Keene - Suzanne
- Doris Karnes - Gretchen
- Jason Johnson - Jensen